# Pelosia ramulosa
Pelosia ramulosa är en fjärilsart som beskrevs av George Francis Hampson 1900. Pelosia ramulosa ingår i släktet Pelosia och familjen björnspinnare. Inga underarter finns listade i Catalogue of Life.